# Ostatnia rodzina
Ostatnia rodzina è un film del 2016 diretto da Jan P. Matuszyński.

## Trama
Nel 1977, il brillante ma tormentato (tenterà più volte il suicidio) critico musicale e traduttore Tomasz Beksiński si trasferisce in un appartamento a Varsavia, non lontano da dove vivono i suoi genitori, Zofia e Zdzisław Beksiński, quest'ultimo uno dei pittori polacchi più caratteristici del Novecento, le cui opere piene di contenuti misteriosi, orrorifici e fantastici l'hanno reso molto celebre. Era anche famoso per la sua intelligenza, senso dell'umorismo e amore per le nuove tecnologie. Insieme, i tre formano una famiglia molto atipica e imperfetta, ma amorevole, tra i loro alti e bassi.